# Stuffo
Stuffo ist der Name einer angeblichen germanischen Gottheit aus der Heiligenlegende des Bonifatius. Nachdem dieser die Donareiche in Geismar gefällt hatte, soll er in den Harz gezogen sein, wo er auf dem Stufenberg ein „Orakelbild“ des Gottes Stuffo zerstörte. Im Augenblick der Zerstörung soll das Bildnis unter Dampf und Flammen in ein Loch gefahren sein, das heute noch Stuffels-Loch genannt wird. In einer Kirche im Eichsfeld, in Küllstedt, gibt es ein Bildnis von 1756, das Bonifatius darstellt, wie er Stuffo von einem Holzsockel stößt. 
Die deutschen Romantiker des 18. und 19. Jahrhunderts wollten in Stuffo eine Gottheit des Trinkens erkennen und leiteten seinen Namen vom Wort Stuvo oder Stauf für einen bestimmten Becher ab und wollten weitere Beweise für einen germanischen Stuffo-Kult in Familien- und Ortsnamen wie Stauffenberg erkennen. Da aber die Heiligenlegende und äußerst unsichere Pseudoetymologien die einzigen Hinweise auf die Existenz eines solchen Gottes darstellen, wird heute die tatsächliche Existenz eines Gottes namens Stuffo von den meisten Forschern bestritten und ganz in das Reich der Sage verwiesen. 

## Stuffo als Gestalt der Folklore
In den drei Vogteigemeinden Oberdorla, Niederdorla und Langula ist der „Stuffo“ der Name der lokalen Variante des Laubmannes und Teil des örtlichen Pfingstfestes. So wird ein Kind unter einen gewandähnlichen, etwa drei Meter hohen Trichter aus Tannenzweigen gesetzt und auf einem Wagen durch das jeweilige Dorf gefahren, wobei die anwesenden Festteilnehmer „Stuffo pfeif mal“ rufen, woraufhin „Stuffo“ pfeifen muss, um zu beweisen, dass sich tatsächlich jemand innerhalb der Zweige befindet. Eine Figur namens Stuffo findet auch in der friesischen Sage vom „Feuer-Pütz“ Erwähnung, anscheinend wurde sie aber aus der Bonifatiussage hierher entliehen.